# 二十八部衆

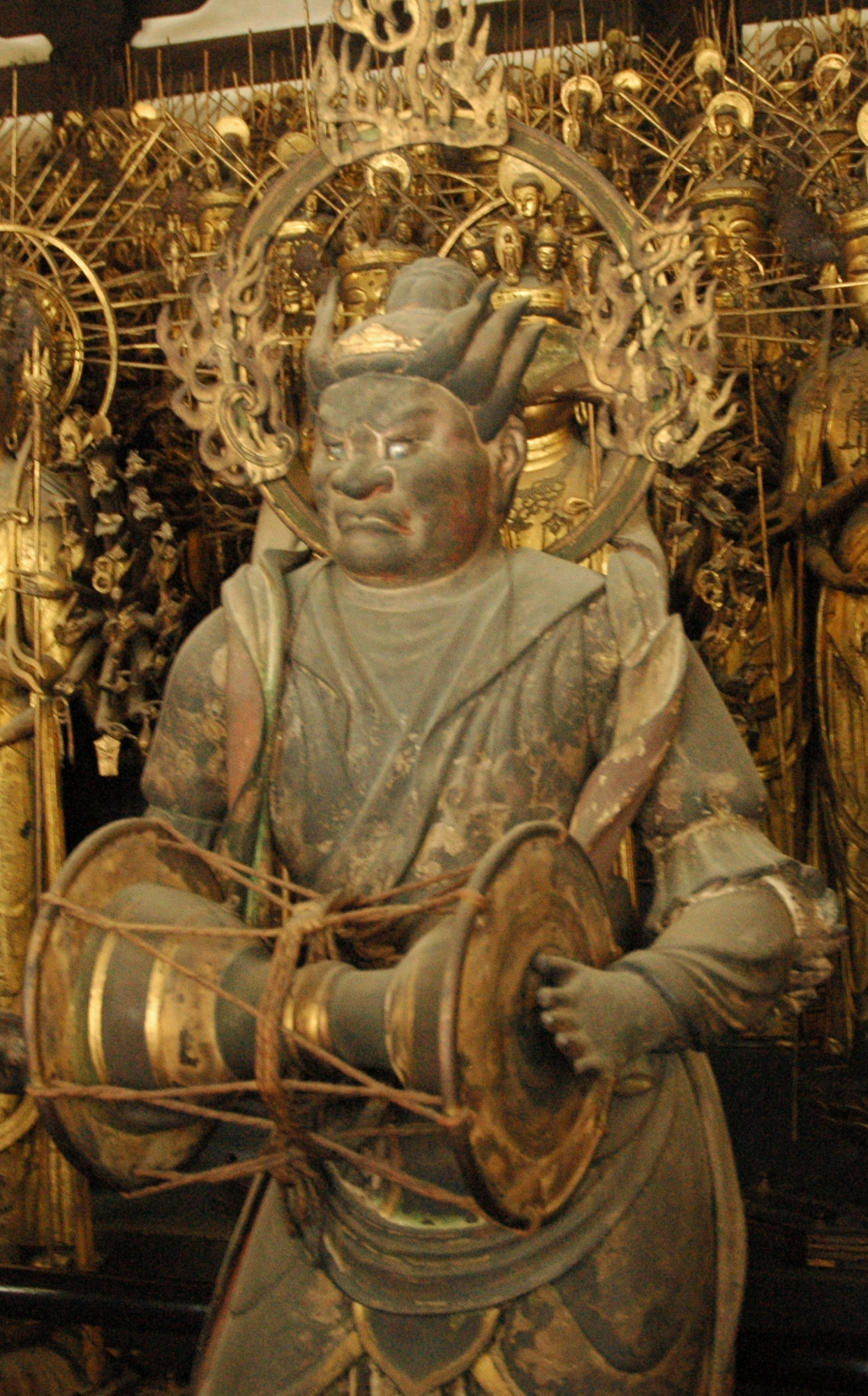
千手観音を守る二十八部衆の一尊・乾闥婆（三十三間堂）

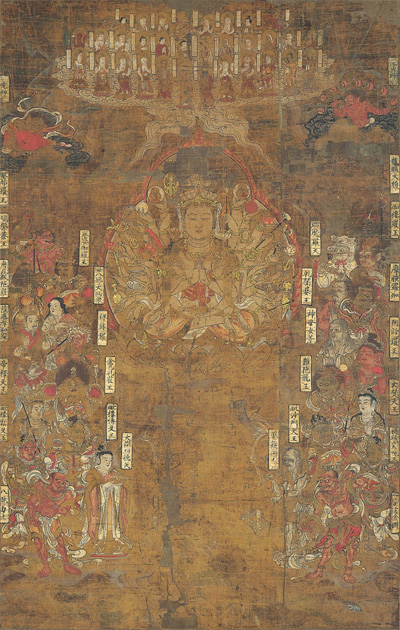
千手観音二十八部衆図
細見美術館蔵、鎌倉時代

二十八部衆（にじゅうはちぶしゅう）は、千手観音の眷属。
東西南北と上下に各四部、北東・東南・北西・西南に各一部ずつが配されており、合計で二十八部衆となる。

## 典拠
典拠となる経典は『千手観音造次第法儀軌』（善無畏、637年-735年訳）であるが、よく読んでみると一部に二つ三つの名前が入っていたり（下記の名称を見て解る通り複数の仏尊を纏めて一つの尊格として扱っている）、第二十一番目には「二十八部大仙衆」があったりと、経典の作者がかなりいい加減に「二十八部」を作り上げていたことがわかる（その二十八部大仙衆を一尊で代表しているのが下記の婆藪仙である）。
この経典は弘法大師によって日本に持ち込まれて普及した。しかし中国など日本以外の地域ではほとんど広まらなかった。
『儀軌』は、『千手陀羅尼経』（伽梵達磨、650年-655年ごろ訳）の偈文に連ねられている一切善神と一部の誤字を除いて一致するために、これをもとのサンスクリットをあまり理解しないまま写したものだと考えられている。しかし当の『陀羅尼経』にはどこにも「一切善神」が二十八部であるとは書かれていない。
このことを指摘し、おおよそ正確に本来のサンスクリットと対照して四十九部に修正したのが日本の僧侶定深による『千手経二十八部衆釈』（1108年ごろ）であるが、それ以外はほとんど省みられなかった。
二十八部に纏められたのは、『千手陀羅尼経』にある前述の二十八部大仙衆や、『金光明経』や『孔雀経』に説かれる二十八部鬼神大将や二十八部薬叉大将の影響であり、二十八という数字が重視されたのは二十八宿に由来すると考えられる。

## 名称
上述の通り『儀軌』には約50部もの尊名が書かれているが、その中から独自に28尊を選び出し再構成したものが以下の三十三間堂の二十八部衆である。また、何尊か重複しているがこれは他の経典でも見られることであり、韻律を整えるために字数を揃えるためか、または、複数の異なる資料を参照したためだと考えられる。
1. 那羅延堅固（ならえんけんご）
2. 難陀龍王（なんだりゅうおう）
3. 摩睺羅（まごら）
4. 緊那羅（きんなら）
5. 迦楼羅（かるら）
6. 乾闥婆（けんだつば）
7. 毘舎闍（びしゃじゃ）
8. 散支大将（さんしたいしょう）
9. 満善車鉢（まんぜんしゃはつ）[注 3]
10. 摩尼跋陀羅（まにばだら）
11. 毘沙門天（びしゃもんてん）
12. 提頭頼吒王（だいずらたおう）
13. 婆藪仙（ばすせん）
14. 大弁功徳天（だいべんくどくてん）[7]
15. 帝釈天王（たいしゃくてんおう）
16. 大梵天王（だいぼんてんおう）[注 4]
17. 毘楼勒叉（びるろくしゃ）
18. 毘楼博叉（びるばくしゃ）
19. 薩遮摩和羅（さしゃまわら）[注 5]
20. 五部浄居（ごぶじょうご）
21. 金色孔雀王（こんじきくじゃくおう）[注 6]
22. 神母女（じんもにょ）
23. 金毘羅（こんぴら）[注 7]
24. 畢婆伽羅（ひばから）
25. 阿修羅（あしゅら）
26. 伊鉢羅（いはつら）[注 8]
27. 娑伽羅龍王（さがらりゅうおう）
28. 密迹金剛士（みっしゃくこんごうし）

三十三間堂に祀られているのは以上に風神、雷神（下記の水火雷電神に由来する）を加えたものだが、この他にも『千手経二十八部衆釈』には二十八部衆の構成員として烏蒭灑摩明王、君荼利明王、鴦俱尸、八部力士、賞迦羅、摩醯首羅、迦毘羅、婆馺婆楼那、真陀羅、鳩蘭単吒、半祇羅、応徳、毘多、薩和羅、炎摩羅、娑怛那、満賢薬叉、跋難陀、水火雷電神、鳩槃荼王が挙げられている。

## 主な二十八部衆像安置寺院一覧
- 岩手県・中尊寺 -弁財天堂内
- 宮城県・斗蔵寺
- 福島県・恵隆寺
- 新潟県・清水寺 (佐渡市)
- 栃木県・寺山観音寺
- 栃木県・大平寺 (那須烏山市)
- 群馬県・水澤寺
- 茨城県・逢善寺
- 埼玉県・世明寿寺
- 埼玉県・慈恩寺
- 千葉県・真野寺
- 東京都・塩船観音寺
- 東京都・寛永寺内 -清水観音堂二十八部衆
- 長野県・観龍寺 (千曲市)
- 静岡県・霊山寺 (静岡市)
- 静岡県・建穂寺
- 静岡県・智満寺[29]
- 愛知県・笠寺観音
- 愛知県・荒子観音内-護摩堂二十八部衆
- 福井県・谷田寺
- 滋賀県・常楽寺
- 京都府・三十三間堂
- 京都府・清水寺-本堂内々陣
- 京都府・清水寺-奥院
- 京都府・楊谷寺
- 京都府・光明寺
- 大阪府・施福寺
- 和歌山県・粉河寺
- 兵庫県・一乗寺
- 広島県・棲真寺
- 山口県・功山寺
- 高知県・金剛福寺
- 福岡県・千如寺
- 熊本県・康平寺
- 長崎県・清水寺 (長崎市)

### 二十八部衆像ではなく三十三応現身像である可能性がある像
- 愛知県・財賀寺－三十三応現身像の可能性あり[30][31]

### 博物館所蔵
- 神奈川県・神奈川県立歴史博物館二十八部衆像-元は弘明寺蔵（県指定重要文化財）

### 日本以外の二十八部衆像
- 関渡宮 -台湾・台北市